# もんざえモン
もんざえモンはデジタルモンスターシリーズに登場する架空の生命体・デジタルモンスターの一種。

## 概要
Ver.1に初登場。クマのぬいぐるみの姿をしている。
Ver.1に登場する成熟期の中で最弱であり、勝率を上げることが困難なヌメモンからのみ進化できる隠れキャラ的存在であり、恐竜や悪魔など様々なタイプのデジモンが登場するVer.1の中で最強の強さを持っていた。初代Verシリーズに共通する「最弱デジモンから進化する、最強デジモン」の元祖である。
ちなみにヌメモンからの進化という設定はデジモンワールドでも反映されてか、とある街にあるもんざえモンのきぐるみの中にヌメモンが入ることでもんざえモンに進化することができる。

## 種族としてのもんざえモン
背中にチャックが付いているが、中に何が入っているかは謎という怪しい謎多きデジモン。愛らしい外見の割りに眼は怖いが、戦いを好まない優しい性格。
X-進化したものは身体が大きくなり、その全身から溢れる愛がラブリージェルというハートの詰まったゲル状の物質として具現化する性質になっている。自らの可愛らしさに惹かれて寄ってきたデジモンにはそのラブリージェルを分けてやり、それを受け取ったデジモンが喜ぶ姿を見ることを好む。

### 基本データ
- 世代/完全体
- タイプ/パペット型
- 属性/ワクチン種
- 必殺技/ラブリーアタック、ラブリースプラッシュ（X）
- 得意技/愛の抱擁
- 勢力/メタルエンパイア

### 亜種・関連種・その他
エテモン
Ver. 3に登場するもんざえモンのポジションにあたるデジモン。腰にもんざえモンのぬいぐるみをつけており、もんざえモンを陰で操っていると言われている。
ワルもんざえモン
ペンデュラム5に登場するもんざえモンをベースにしたデジモン。体の色が黒になり、単純な色違いのデジモンではなく全体的に「ワル」いデザインになっている。
パンダモン
パンダのぬいぐるみのような姿をしたデジモン。
しんもんざえモン
もんざえモンが悪夢に関する解析データを取り込むことで進化したデジモン。

## 登場人物としてのもんざえモン

### アニメ

#### デジモンアドベンチャー
第6話でおもちゃの町の町長として登場。声優は高橋広樹。元は善良で優しい性格だったが、デビモンの黒い歯車で暴走し、子供たちの心を青いラブリーアタックで操り「玩具の玩具」にしデジモンたちを監禁した。唯一それを免れたミミたちと戦い、トゲモンとの激しい殴り合いの末、黒い歯車が壊れて正気に戻る。その後子供たちを本来のラブリーアタックで幸せな気分にさせた。
背中のチャックに対する言及はなかったが、同エピソードでは一緒にヌメモンが登場していた。
その後は他のファイル島のデジモンたちとともにサーバー大陸へ渡るためのイカダ作りに協力してくれたりした。
また、別個体がデジタマモンのレストランに客として来店していた。

#### デジモンフロンティア
第7話で登場。声は田中一成。おもちゃの町の住民で、偶然町に落ちてきたしまった拓也一行と遊ぼうとするが、結局逃げられてしまう。そんな3人の中でただ1人友樹はノリノリだったために、邪悪化したトイアグモンに友樹の捕獲を要求された時は拒んだが、魔力によってワルもんざえモンに変化してしまい、友樹を誘拐してしまうが、アグニモンたちの活躍によってトイアグモンは解放されたと同時に、彼も元に戻り、友樹とテレビゲームをする。後に第11話にて別個体がドッグモンと共に占い師の村の住民として登場。

#### デジモンクロスウォーズ
第27話でスイーツゾーンにてマタドゥルモンの雑兵として登場。

#### デジモンアドベンチャー:
第61話で登場。ミレニアモンにより故郷を追われたデジモンの1体だったが、エルドラディモンを元の住処に帰すのを手伝った。

#### デジモンゴーストゲーム
第30話で登場。声は入野自由。人の好き嫌いが激しく、寂しがりな性格で不登校に陥っている女子高生・荒巻カヨノの心に付け入り、悪事を重ねるワルもんざえモンとエクスティラノモンを止めようと行動、噂で聞きつけた宙に相談・協力をして貰おうとしていた。
ただ、本人は恥ずかしがり屋でいざ話そうとなるとすぐ物陰に隠れてしまったりと宙たちに訝しがれていた。しかし、カヨノたちが外に出て無差別に人を襲うようになったために見過ごせなくなり、カヨノたちに人形にされた友人を探す瑠璃とアンゴラモンをカヨノの居場所に案内するように誘導する。
その後、宙たちが擬似デジタルワールドで戦っているのを他所に、1人にされて寂しい思いをするカヨノの前に現れ、彼女をラブリーアタックで心を浄化した上で説得し、本物の友達が誰なのかを気づかせると自らも擬似デジタルワールドへと突入、人形化した瑠璃とアンゴラモンの代わりに宙たちに加勢し「ラブリーアタック」でワルもんざえモンたちの心を浄化し沈静化し、二度と悪さ出来ないよう、改心した2人を預かることにした。